# Cantonul Saint-Bonnet-en-Champsaur
Cantonul Saint-Bonnet-en-Champsaur este un canton din arondismentul Gap, departamentul Hautes-Alpes, regiunea Provence-Alpes-Côte d'Azur, Franța.

## Comune
- Ancelle
- Buissard
- Chabottes
- Les Costes
- La Fare-en-Champsaur
- Forest-Saint-Julien
- Laye
- La Motte-en-Champsaur
- Le Noyer
- Poligny
- Saint-Bonnet-en-Champsaur (reședință)
- Saint-Eusèbe-en-Champsaur
- Saint-Julien-en-Champsaur
- Saint-Laurent-du-Cros
- Saint-Léger-les-Mélèzes
- Saint-Michel-de-Chaillol